# Skäggyuhina
Skäggyuhina (Yuhina gularis) är en asiatisk bergslevande fågel i familjen glasögonfåglar inom ordningen tättingar.

## Utseende och läte
Skäggyuhinan är en rätt stor (12-16 cm) och mörk yuhina med tydlig, framåtriktad tofs och något kluven stjärt. Den känns vidare igen på svartstreckad ljus strupe samt orange vingpanel och svarta handpennor. Det typiska lätet är ett högljutt, kort, dalande och mycket nasalt “mherr”.

## Utbredning och systematik
Skäggyuhina delas in i fyra underarter med följande utbredning:
- Yuhina gularis vivax – västra Himalaya (från Garhwal till Kumaon)
- Yuhina gularis gularis – från Nepal till sydöstra Tibet, nordvästra Yunnan, västra Myanmar och nordvästra Vietnam
- Yuhina gularis uthaii – centrala Vietnam (i bergsområdet Ngoc Linh i provinsen Kon tum)
- Yuhina gularis omeiensis – södra Kina (i bergsområdet Emeishan, från Sichuan till nordvästra Yunnan)

## Levnadssätt
Skäggyuhinan påträffas i tempererad ek-, björk- och rhododendronskog, alternativt blandad rhododendron- och barrskog, på mellan 1200 och 3800 meters höjd. Den lever av insekter som skalbaggar och getingar, men även nektar och bär. Fågeln häckar mellan maj och juni i Indien, juli till augusti i Bhutan, april till maj i sydöstra Xizang i Kina samt mars till juni i Sydostasien. Arten är stannfågel, med viss rörelse till lägre regioner vintertid.

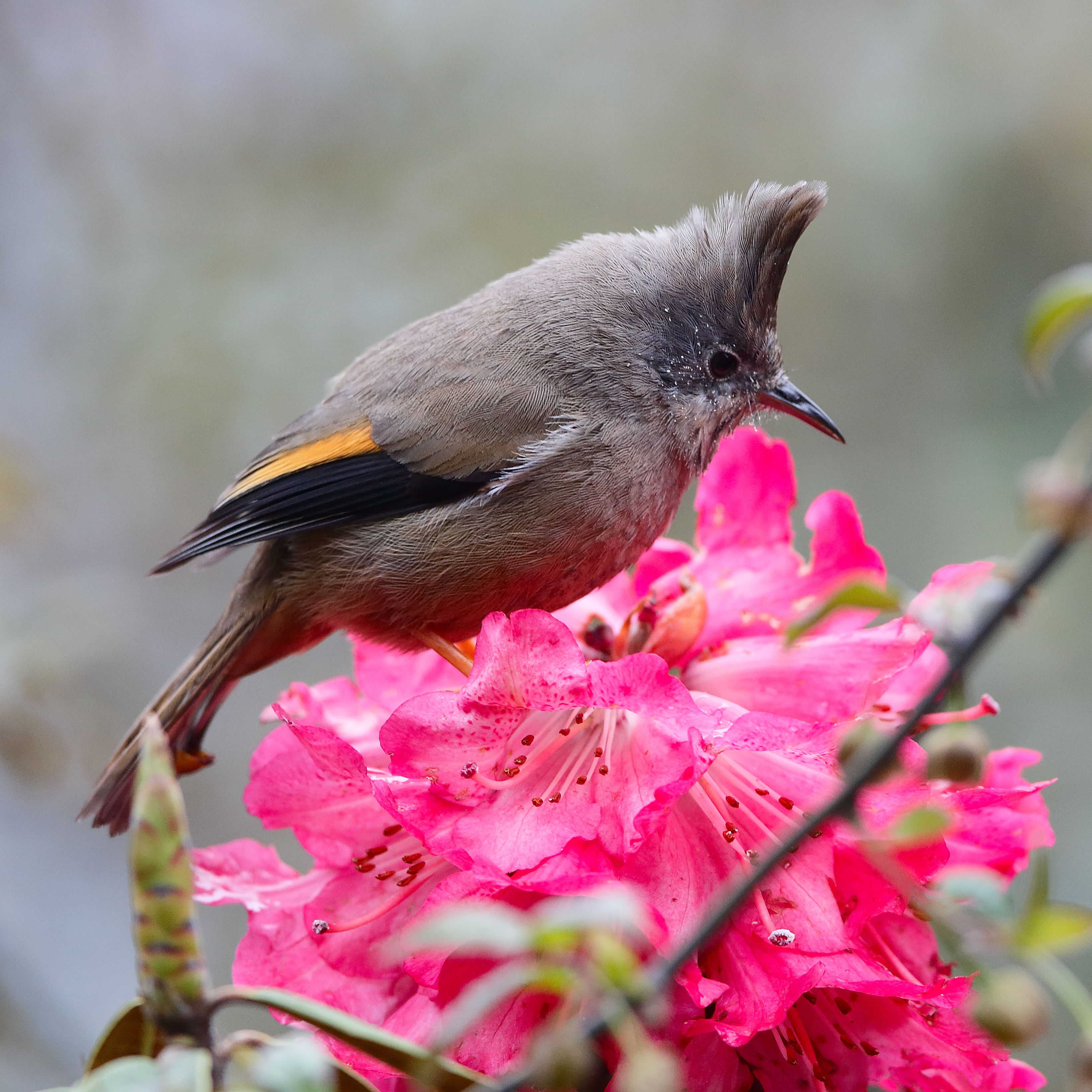
Skäggyuhina på en rhododendronblomma i nationalparken Kangchenjunga, Sikkim, Indien.

## Status och hot
Arten har ett stort utbredningsområde, men tros minska i antal till följd av habitatförstörelse, dock inte tillräckligt kraftigt för att den ska betraktas som hotad. IUCN kategoriserar därför arten som livskraftig (LC). Världspopulationen har inte uppskattats men den beskrivs som vanlig och vida spridd i Nepal, mycket vanlig i Bhutan och vanlig till ovanlig i Indien.

## Namn
Yuhina kommer av namnet Yuhin för arten på nepalesiska.